# داميان بيلي
داميان بيلي (بالإنجليزية: Damian Bailey)‏ (5 مايو 1991 بأنغويلا في المملكة المتحدة - ) هو لاعب كرة قدم بريطاني في مركز الوسط. شارك مع منتخب أنغويلا لكرة القدم.

## وصلات خارجية
- داميان بيلي على موقع الاتحاد الدولي (مؤرشف)  (الإنجليزية)
- داميان بيلي على موقع قاعدة بيانات كرة القدم.إي يو (الإنجليزية)
- داميان بيلي على موقع ناشيونال فوتبول تيمز (الإنجليزية)